# 亜細亜産業
亜細亜産業株式会社（あじあさんぎょう）は、かつて日本に存在した会社。

## 概要
亜細亜産業株式会社の設立は、第二次世界大戦の終戦後。設立者は、矢板玄。
住所は、東京都中央区室町3-3のライカビル（2階から5階まで）にあった。
事業としては、紙パルプ製造販売と貿易を業としていた。

## 関係
- 矢板玄
- 三浦義一
- 田中清玄
- 黒幕
- 鍋山貞親
- 南満州鉄道
- キャノン機関
- チャールズ・ウィロビー
- 昭和電工事件
- 下山事件
- 白洲次郎
- 佐藤栄作
- 阪田誠盛